# Праздники Непала
Достаточно много известных праздников отмечают в Непале. Преимущественно связанные с индуистской и буддистской религиозной традицией

## Главные праздники

### Мачхчхиндра Джатра
Исторически известный праздник Мачхчхиндра, божества-хранителя Непала. Церемония начинается первого Байсакха, когда изваяние божества купают в реке Багмати. После его везут в Лалитпур, установленного на ратх или на автомобиле, украшенном цветами и резьбой (к автомобилю крепят деревянные рамы). Процессия может растянуться на неделю и идол Мачхчхиндры остаётся в Лалитпуре месяц, после чего его снова везут к Багмати и возвращают в его храм в Катманду. День, когда его возвращают, называется Гудриджхар покров идола снимают и символически встряхивают, чтобы показать, что он пустой. Праздник очень роскошен и жертвования велики, несмотря на общую бедность непальцев.

### Бадра Джагини Джатра
Баджара Дэ́ изначально праздновался буддистами, но также отмечается индуистами третьего Байсакха. Её храм, Кхарг Джогини, построен у горы Маничхур, около Санкху. Во время недели праздника рядом с храмом под изображением человеческой головы горит огонь. Изображение богини находилось в кхат (деревянной раке), который мужчины несли через город.

### Сити Джатра
Сити Джатра празднуется 21-го Джетха на берегу Вишнумати, между Катманду и Симбхунатхом. Люди празднуют вместе, а потом делятся на две команды для конкурса камнеметания. Когда-то люди кидались камнями насмерть, часто ранили и сбивали с ног друг друга. Некоторых раненных камнями приносили в жертву Канкешвари. Сейчас это в далёком прошлом, кидаются камнями символически, в основном дети.

### Гатхиа Могал или Гханта Карн
Празднуется 14-го Савана, символизирует изгнание ракшаса из Непала. Соломенную фигуру ракшаса бьют и таскают по улицам, а на закате сжигают.

### Банра Джатра
Празднуется дважды в году, 8-го Савана и 13-го Бхадона. Банры, священники у неварских буддистов, посещают дома мирян и получают немного риса или зерна в память о своих предках, которым не разрешалось торговать. Неварцы украшают дома и магазины цветами и картинками, а женщины сидят с корзинами риса и зерна, которые раздают банрам.

### Ракхи Пурнима
Празднуется в последний день Савана буддистами и индуистами. Буддисты купаются в священных реках и идут в храмы, брахманы завязывают декорированные шнурки на запястьях своих последователей и получают подарки. Многие паломники посещают Госайн Тхан и купаются в священном озере.

### Наг Панчами
Наг Панчами празднуется 5-го Савана в память о битве между нагами и гарудами. Камень, символизирующий Гарура у Чангу Нараян, по преданию потеет во время праздника, и священники отправляются обтирать его платком. Камень привозили к царю и освещали у него воду, которая предотвращала укусы многочисленных напальских змей.

### Джанмаштами
Празднуется 8-го Бхадона, в память о Кришне. Украшают дома и магазины.

### Гаи Джатра
Празднуется неварцами 1-го Бхадона. Неварцы, потерявшие близких, наряжались коровами и танцевали у королевского дворца. В наши дни церемония представлена только в виде маскарада, с танцами и распеванием песен.

### Багх Джатра
Празднуется 2-го Бхадона, после Гай Джатры. Танцоры одеваются в костюмы тигров.

### Индра Джатра
Фестиваль начинается 26-го Бхадона и празднуется восемь дней. Перед королевским дворцом ставят деревянный столб, к которому сходятся танцоры со всего Непала. Если в день открытия случается землетрясение — то это дурной знак и фестиваль не проводят. На третий день девушки кланяются королю и переносятся через Катманду на вёслах.

### Дашайн
Празднуется 26-го Ашвина. В последующие 10 дней буйволов и коз приносят в жертву. В первый день брахманы сеют ячмень на месте поклонения и поливают это место водой каждый день. На десятый день они поднимают ячмень наверх и показывают своим последователям.

### Дипавали
Празднуется 15-го Картика как часть Тихара посвящённого Лакшми, богине процветания. Люди освещают свои дома и разрешается играть в азартные игры три дня и ночи. Раньше люди играли на улицах и случалось проигрывали всё: жену, детей и собственные руки.

### Кхича Пуджа или Гай Пуджа/Са Пуру
Неварский праздник, празднуемый 15-го Картика — поздней осенью, как часть Тихара. На праздник приводят коров, собак (украшенных гирляндами) и воронов. Воронов приманивают сладостями и блюдами. Карканье воронов — символ грусти и печали в индуистской мифологии, так люди кормят воронов, чтобы беда не посещала их дома. Коровы символизируют мать в индуизме, так человек пьёт коровье молоко взамен материнскому, значит корова несёт вселенскую функцию матери. Тику ставят на лоб корове, а гирлянду вешают на шее. Коровий фестиваль известен как Гай Пуджа в Непале, но за границей он известен как Са Пару.

### Бхай Тика
17-го Картика, как часть Тихара, женщины посещают дома своих братьев, с тиками на челе и гирляндой на шее. Сестра моет брату ноги и даёт съесть сладость, взамен он дарит ей деньги, одежду и украшения.

### Бала Чатурдаси или Сатбъю
Празднуется 14-го Маргаширша, люди собираются в лесу Мригастхили около храма Пашупатинатх раздают рис, овощи и сладости.

### Картик Пурнима
В первый день месяца Картик, многие женщины идут в храм Пашупатинатх. Они остаются там около месяца, постятся и пьют только воду. Бывало, что женщины умирали во время поста, но большинство благополучно доживало до последнего дня — пурнима, когда поют и танцуют ночью, что означает завершение поста.

### Ганеш Чаутх
Празднуется 4-го Магха, во славу Ганеша, бога мудрости. Днём постятся и молятся — ночью празднуют.

### Магхе Санкранти
Празднуется в январе, 1-го Магха, кладёт конец зловещему месяцу Пауша, когда нет религиозных церемоний. Солнце уходит с юга и движется на север, так Магхе Санкранти подобен солнцестоянию в других религиозных традициях. Люди купаются и едят священную пищу ладду, гхи, сладкий картофель. Мать желает здоровья всем членам семьи.
В соответствии с Махабхаратой, царьБхисма, имевший власть над своей смертью, решил умереть в день Магхе Санкранти. Считается, что это хорошее время для Мокша.

### Басант или Срипанчами
Празднуется 20-го Магха, посвящён Сарасвати, богине обучения.

### Холи
Празднуется в день полнолуния месяца Пхалгуна. В Непале деревянные столбы, известные как чир, устанавливаются перед дворцом, украшаются флагами и на ночь поджигаются, что символизирует сгорание старого года.

### Магхи Пурнима
Купание в Багмати во время магха. В последний день месяца купальщики идут процессией с орнаментированной доли, лежат на спине, освещаемые чампами (известными как чираги) на груди, ногах и руках. Другие несут на голове кувшины с водой, в кувшинах дырочки в которые вставлены соломинки и вода поливает празднующих. Традиционно купальщики носят зелёные очки, чтобы защитить глаза от искр ламп.

### Гходай Джатра
Празднуется 15 Чайтра, всех лошадей и пони, принадлежащих государственным служащим, собирают на большом плацу и устраивают перегоны перед царем и высокопоставленными чиновниками, которые размещались вокруг центрального памятника — Памятника сэра Джанг Бахадура. После этого игорный бизнес разрешён в течение двух дней и ночей, и фестиваль заканчивается освещением памятника. В 1875 году статуя Бахадура и четыре памятника дракону переведены во вновь построенный храм в его честь, поэтому место проведения Фестиваля переехало.

## Праздники Лимбу
Некоторые фестивали практикуются этническими группами Непала. Известны праздники лимбу :
1. Часок Тангнам
2. Какпхеква Тангнам
3. Яква Тангнам
4. Сисеква Тангнам
5. Валиханг Тангнам — лимбуская версия Тихара
6. Кусанг Тангнам

## Прочие праздники

### Чхечу
Церемония Тамангов проживающих на северо-западе Долины Катманду, длится 10 дней. Состоит из спортивных игр (цема), обрядов экзорцизма. Проводится 11 цема и три обряда экзорцизма.